# 1890 a sportban
1890 legfontosabb sporteseményei a következők voltak:
- A Stefánia Yacht Egylet január 23-án és 24-én Balatonfüreden megtartja az első országos bajnokságnak hirdetett teniszversenyt. Az 1907-ben megalakult Magyar Országos Lawn Tennis Szövetség később a rendezvényt nem ismerte el hivatalos magyar bajnokságnak. A csak egy egyéni számban rendezett versenyen férfiak és nők vegyesen indulhattak, a győzelmet Széchenyi Alice, Széchenyi István unokája szerezte meg.

## Születések
| Születés       | Név                       | Nemzetiség, sportág, eredmények                                                             | Halálozás |
| -------------- | ------------------------- | ------------------------------------------------------------------------------------------- | --------- |
| ?              | Bihari Ferenc             | magyar válogatott labdarúgó, kapus                                                          | 1965      |
| ?              | Dante Carniel             | világbajnok olasz tőrvívó, olimpikon                                                        | 1958      |
| ?              | Lucien Dehoux             | olimpiai bronzérmes belga tornász                                                           | 1964      |
| ?              | Karel Hartmann            | olimpiai bronzérmes, Európa-bajnok cseh nemzetiségű csehszlovák jégkorongozó                | ?         |
| ?              | Triandáfilosz Kordojánisz | olimpiai ezüstérmes görög vívó                                                              | ?         |
| január 3.      | Paul Durin                | olimpiai bronzérmes francia tornász                                                         | 1955      |
| január 4.      | Per Nilsson               | olimpiai bajnok svéd tornász                                                                | 1964      |
| január 22.     | Edvard Wennerholm         | olimpiai bajnok svéd tornász                                                                | 1943      |
| február 4.     | Possum Whitted            | World Series bajnok amerikai baseballjátékos                                                | 1962      |
| február 5.     | Max Flack                 | amerikai baseballjátékos                                                                    | 1975      |
| február 7.     | Serafino Mazzarocchi      | olimpiai bajnok olasz tornász                                                               | 1961      |
| március 6.     | Tersztyánszky Ödön        | olimpiai bajnok magyar vívó                                                                 | 1929      |
| március 7.     | Dave Danforth             | World Series bajnok amerikai baseballjátékos                                                | 1970      |
| március 7.     | Gustaf Johnsson           | olimpiai bajnok svéd tornász                                                                | 1959      |
| március 21.    | Kertész Vilmos            | magyar válogatott labdarúgó, olimpikon, magyar bajnok (9x) és kupagyőztes (4x)              | 1962      |
| április 5.     | Karl Kirk                 | olimpiai ezüstérmes dán tornász                                                             | 1955      |
| április 14.    | Fernand Fauconnier        | olimpiai bronzérmes francia tornász                                                         | 1940      |
| április 16.    | Harry Dickason            | olimpiai bronzérmes brit tornász                                                            | 1962      |
| április 20.    | Las Torres Béla           | olimpiai ezüstérmes magyar úszó                                                             | 1915      |
| április 20.    | Dragutin Tomašević        | szerb atléta, tornász, olimpikon                                                            | 1915      |
| május 4.       | John Skrataas             | olimpiai ezüstérmes norvég tornász                                                          | 1961      |
| május 4.       | Angelo Zorzi              | olimpiai bajnok olasz tornász                                                               | 1974      |
| május 5.       | Augustien Pluys           | olimpiai bronzérmes belga tornász                                                           | ?         |
| május 10.      | Jean Piot                 | olimpiai és világbajnok francia vívó                                                        | 1961      |
| május 11.      | Zachár Imre               | olimpiai ezüstérmes magyar úszó, vízilabdázó                                                | 1954      |
| május 17.      | Fóti Samu                 | olimpiai ezüstérmes magyar tornász, atléta                                                  | 1916      |
| május 20.      | Georges Tainturier        | olimpiai és világbajnok francia párbajtőrvívó                                               | 1943      |
| június 17.     | Phil Douglas              | World Series bajnok amerikai baseballjátékos                                                | 1952      |
| június 17.     | Henk Janssen              | olimpiai ezüstérmes holland kötélhúzó                                                       | 1969      |
| július 8.      | Rowdy Elliott             | amerikai baseballjátékos                                                                    | 1934      |
| július 8.      | Wally Mayer               | World Series bajnok amerikai baseballjátékos                                                | 1951      |
| július 8.      | Ivey Wingo                | World Series bajnok amerikai baseballjátékos                                                | 1941      |
| július 10.     | William Foster            | olimpiai bajnok brit úszó                                                                   | 1963      |
| július 13.     | Christian Svendsen        | olimpiai bronzérmes dán tornász                                                             | 1959      |
| július 17.     | Auguste Hoël              | olimpiai bronzérmes francia tornász                                                         | 1967      |
| július 22.     | Lucien Gamblin            | francia válogatott labdarúgó                                                                | 1972      |
| július 30.     | Casey Stengel             | World Series bajnok amerikai baseballjátékos, National Baseball Hall of Fame and Museum tag | 1975      |
| augusztus 4.   | Dolf Luque                | World Series bajnok kubai baseballjátékos                                                   | 1957      |
| augusztus 4.   | Julianus Wagemans         | olimpiai ezüstérmes belga tornász                                                           | 1965      |
| augusztus 9.   | André Rossignol           | Le Mans-i 24 órás verseny győztes francia autóversenyző                                     | 1960      |
| augusztus 18.  | Buck Weaver               | World Series bajnok amerikai baseballjátékos                                                | 1956      |
| augusztus 21.  | Wilhelmus Bekkers         | olimpiai ezüstérmes holland kötélhúzó                                                       | 1957      |
| augusztus 24.  | Duke Kahanamoku           | olimpiai bajnok amerikai úszó                                                               | 1968      |
| augusztus 30.  | Alfred Ollerup Jørgensen  | olimpiai ezüstérmes dán tornász                                                             | 1973      |
| szeptember 15. | Eugène Maës               | francia válogatott labdarúgó                                                                | 1945      |
| szeptember 17. | Sverre Grøner             | olimpiai ezüstérmes norvég tornász                                                          | 1972      |
| szeptember 17. | Colin Carruthers          | / kanadai-brit olimpiai bronzérmes jégkorongozó                                             | 1957      |
| szeptember 19. | Stuffy McInnis            | World Series bajnok amerikai baseballjátékos, menedzser                                     | 1960      |
| szeptember 21. | Len Ormsby                | amerikai autóversenyző                                                                      | 1983      |
| szeptember 22. | Herman Bohne              | olimpiai ezüstérmes norvég tornász                                                          | 1949      |
| szeptember 25. | Horváth József            | magyar válogatott labdarúgó, csatár                                                         | ?         |
| szeptember 26. | Karl Lindahl              | olimpiai bajnok svéd tornász                                                                | 1960      |
| szeptember 27. | Marius Hansen             | olimpiai bronzérmes dán tornász                                                             | 1980      |
| október 8.     | Eddie Rickenbacker        | amerikai autóversenyző, világháborús pilóta, üzletember                                     | 1973      |
| október 8.     | Philippe Thys             | Tour de France-győztes belga kerékpáros                                                     | 1971      |
| október 12.    | Joe Jenkins               | World Series bajnok amerikai baseballjátékos                                                | 1974      |
| október 15.    | Carlo Fregosi             | olimpiai bajnok olasz tornász                                                               | 1968      |
| október 18.    | Aage Frandsen             | olimpiai bajnok dán tornász                                                                 | 1968      |
| október 18.    | Hans Eiler Pedersen       | Olimpiai ezüstérmes dán tornász                                                             | 1971      |
| október 28.    | Doc Lavan                 | World Series bajnok amerikai baseballjátékos, orvos és katona                               | 1952      |
| november 3.    | Larry Kopf                | World Series bajnok amerikai baseballjátékos                                                | 1986      |
| december 4.    | Bob Shawkey               | World Series bajnok amerikai baseballjátékos                                                | 1980      |
| december 8.    | Roberto Ferrari           | olimpiai bajnok olasz tornász                                                               | 1954      |
| december 12.   | Jean Rigal                | francia válogatott labdarúgó, szövetségi kapitány                                           | 1979      |
| december 19.   | Knud Vermehren            | olimpiai bajnok dán tornász                                                                 | 1985      |
| december 23.   | Oswald Turnbull           | olimpiai bajnok brit teniszező                                                              | 1970      |
| december 31.   | Berkes József             | olimpiai ezüstérmes magyar tornász                                                          | 1963      |